# Seznam katastrálních území v okrese Rychnov nad Kněžnou
V této tabulce je uveden kompletní výčet katastrálních území Okresu Rychnov nad Kněžnou, včetně rozlohy a sídel, které na nich leží.
| Název KÚ                           | Sídla                                                    | Obec                           | km2   |
| ---------------------------------- | -------------------------------------------------------- | ------------------------------ | ----- |
| A                                  | A                                                        | A                              |       |
| Albrechtice nad Orlicí             | Albrechtice nad Orlicí                                   | Albrechtice nad Orlicí         | 5,23  |
| Bačetín                            | Bačetín                                                  | Bačetín                        | 6,01  |
| Bartošovice v Orlických horách     | Bartošovice v Orlických horách                           | Bartošovice v Orlických horách | 13,12 |
| Bedřichovka                        | Orlické Záhoří                                           | Orlické Záhoří                 | 1,85  |
| Bělá u Liberka                     | Bělá                                                     | Liberk                         | 6,83  |
| Běstviny                           | Běstviny                                                 | Dobruška                       | 3,65  |
| Bílý Újezd u Dobrušky              | Bílý Újezd, Roudné                                       | Bílý Újezd                     | 3,77  |
| Bohdašín v Orlických horách        | Bohdašín, Vanovka                                        | Bohdašín                       | 5,38  |
| Bolehošť                           | Bolehošť, Bolehošťská Lhota, Lipiny                      | Bolehošť                       | 10,71 |
| Borohrádek                         | Borohrádek                                               | Borohrádek                     | 10,16 |
| Borovnice u Potštejna              | Borovnice, Homole                                        | Borovnice                      | 3,65  |
| Brocná                             | Brocná                                                   | Skuhrov nad Bělou              | 3,88  |
| Bystré v Orlických horách          | Bystré                                                   | Bystré                         | 3,28  |
| Byzhradec                          | Byzhradec                                                | Byzhradec                      | 5,32  |
| Čánka                              | Čánka, Dobříkovec                                        | Opočno                         | 4,26  |
| Častolovice                        | Častolovice                                              | Častolovice                    | 5,62  |
| Černá Voda u Orlického Záhoří      | Orlické Záhoří                                           | Orlické Záhoří                 | 7,92  |
| Černíkovice                        | Černíkovice                                              | Černíkovice                    | 10,44 |
| České Meziříčí                     | České Meziříčí                                           | České Meziříčí                 | 17,62 |
| Čestice u Častolovic               | Častolovické Horky, Čestice                              | Čestice                        | 4,95  |
| Číčová                             | Číčová                                                   | Čermná nad Orlicí              | 1,31  |
| Deštné v Orlických horách          | Deštné v Orlických horách                                | Deštné v Orlických horách      | 19,74 |
| Dlouhá Ves u Rychnova nad Kněžnou  | Dlouhá Ves                                               | Rychnov nad Kněžnou            | 5,68  |
| Dobré                              | Dobré, Chmeliště                                         | Dobré                          | 7,84  |
| Dobruška                           | Dobruška, Chábory                                        | Dobruška                       | 10,08 |
| Dobřany v Orlických horách         | Dobřany                                                  | Dobřany                        | 4,05  |
| Dolní Rokytnice v Orlických horách | Rokytnice v Orlických horách                             | Rokytnice v Orlických horách   | 3,11  |
| Domašín u Černíkovic               | Domašín                                                  | Černíkovice                    | 2,03  |
| Domašín u Dobrušky                 | Domašín                                                  | Dobruška                       | 3,72  |
| Doudleby nad Orlicí                | Doudleby nad Orlicí                                      | Doudleby nad Orlicí            | 5,16  |
| Hláska                             | Hláska                                                   | Liberk                         | 2,58  |
| Hlinné u Dobrého                   | Hlinné                                                   | Dobré                          | 3,11  |
| Hoděčín                            | Hoděčín                                                  | Olešnice                       | 1,82  |
| Horní Rokytnice                    | Rokytnice v Orlických horách                             | Rokytnice v Orlických horách   | 10,66 |
| Houdkovice                         | Houdkovice                                               | Trnov                          | 4,13  |
| Hroška                             | Hroška                                                   | Bílý Újezd                     | 8,28  |
| Hřibiny                            | Hřibiny, Paseky                                          | Hřibiny-Ledská                 | 1,38  |
| Chleny                             | Chleny                                                   | Chleny                         | 4,09  |
| Chlístov u Dobrušky                | Chlístov                                                 | Chlístov                       | 1,38  |
| Jadrná                             | Orlické Záhoří                                           | Orlické Záhoří                 | 4,13  |
| Jahodov                            | Jahodov                                                  | Jahodov                        | 4,25  |
| Jámy u Rychnova nad Kněžnou        | Jámy                                                     | Rychnov nad Kněžnou            | 0,96  |
| Janov v Orlických horách           | Janov                                                    | Janov                          | 1,59  |
| Javornice                          | Jaroslav, Javornice, Přím                                | Javornice                      | 18,41 |
| Jedlová v Orlických horách         | Deštné v Orlických horách                                | Deštné v Orlických horách      | 12,35 |
| Ještětice                          | Ještětice                                                | Solnice                        | 4,94  |
| Ježkovice                          | Ježkovice                                                | Voděrady                       | 1,92  |
| Kačerov u Zdobnice                 | Zdobnice                                                 | Zdobnice                       | 4,97  |
| Kamenice u Dobrého                 | Kamenice                                                 | Dobré                          | 3,06  |
| Kostelec nad Orlicí                | Kostelec nad Orlicí                                      | Kostelec nad Orlicí            | 20,51 |
| Kostelecká Lhota                   | Koryta, Kostelecká Lhota, Kozodry                        | Kostelec nad Orlicí            | 5,68  |
| Kostelecké Horky                   | Kostelecké Horky                                         | Kostelecké Horky               | 13,25 |
| Kounov u Dobrušky                  | Hluky, Kounov, Rozkoš                                    | Kounov                         | 5,26  |
| Králova Lhota u Českého Meziříčí   | Králova Lhota                                            | Králova Lhota                  | 5,25  |
| Krchleby u Kostelce nad Orlicí     | Krchleby                                                 | Krchleby                       | 1,69  |
| Křivice                            | Křivice                                                  | Týniště nad Orlicí             | 5,54  |
| Křovice                            | Křovice                                                  | Dobruška                       | 2,11  |
| Kunčina Ves u Zdobnice             | Zdobnice                                                 | Zdobnice                       | 4,44  |
| Kunštát u Orlického Záhoří         | Orlické Záhoří                                           | Orlické Záhoří                 | 9,71  |
| Kvasiny                            | Kvasiny                                                  | Kvasiny                        | 6,66  |
| Lhota u Dobrušky                   | Lhota Netřeba                                            | Podbřezí                       | 2,87  |
| Lhoty u Potštejna                  | Lhoty u Potštejna                                        | Lhoty u Potštejna              | 5,72  |
| Libel                              | Libel                                                    | Libel                          | 3,62  |
| Liberk                             | Liberk                                                   | Liberk                         | 5,7   |
| Lično                              | Lično                                                    | Lično                          | 3,77  |
| Lípa nad Orlicí                    | Dlouhá Louka, Lípa nad Orlicí                            | Lípa nad Orlicí                | 10,57 |
| Lipovka u Rychnova nad Kněžnou     | Lipovka, Lokot                                           | Rychnov nad Kněžnou            | 7,89  |
| Litohrady                          | Litohrady                                                | Rychnov nad Kněžnou            | 2,51  |
| Lomy u Osečnice                    | Lomy                                                     | Osečnice                       | 1,71  |
| Lukavice u Rychnova nad Kněžnou    | Lukavice                                                 | Lukavice                       | 10,9  |
| Lupenice                           | Lupenice                                                 | Lupenice                       | 4,42  |
| Malá Čermná nad Orlicí             | Korunka, Malá Čermná                                     | Čermná nad Orlicí              | 1,98  |
| Malá Strana v Orlických horách     | Bartošovice v Orlických horách                           | Bartošovice v Orlických horách | 1,47  |
| Malá Zdobnice                      | Zdobnice                                                 | Zdobnice                       | 9,92  |
| Malý Uhřínov                       | Uhřínov                                                  | Liberk                         | 8,86  |
| Masty                              | Masty                                                    | Bílý Újezd                     | 1,76  |
| Mělčany u Dobrušky                 | Mělčany                                                  | Dobruška                       | 3,72  |
| Merklovice                         | Merklovice                                               | Vamberk                        | 11    |
| Městec nad Dědinou                 | Městec                                                   | Očelice                        | 2,55  |
| Mokré                              | Mokré                                                    | Mokré                          | 5,89  |
| Nebeská Rybná                      | Nebeská Rybná                                            | Rokytnice v Orlických horách   | 11,99 |
| Nedvězí u Dobrušky                 | Nedvězí                                                  | Kounov                         | 3,21  |
| Neratov v Orlických horách         | Bartošovice v Orlických horách                           | Bartošovice v Orlických horách | 8,12  |
| Nová Ves u Albrechtic              | Nová Ves                                                 | Nová Ves                       | 8,42  |
| Nová Ves u Voděrad                 | Nová Ves                                                 | Voděrady                       | 1,32  |
| Nová Ves v Orlických horách        | Bartošovice v Orlických horách                           | Bartošovice v Orlických horách | 5,02  |
| Očelice                            | Očelice                                                  | Očelice                        | 3,09  |
| Ohnišov                            | Ohnišov                                                  | Ohnišov                        | 8,91  |
| Olešnice u Rychnova nad Kněžnou    | Olešnice                                                 | Olešnice                       | 5,98  |
| Olešnice v Orlických horách        | Olešnice v Orlických horách                              | Olešnice v Orlických horách    | 14,29 |
| Opočno pod Orlickými horami        | Opočno                                                   | Opočno                         | 9,75  |
| Osečnice                           | Osečnice, Proloh, Sekyrka                                | Osečnice                       | 6,13  |
| Ostašovice                         | Ostašovice                                               | Lično                          | 1,45  |
| Panská Habrová                     | Panská Habrová                                           | Rychnov nad Kněžnou            | 2,68  |
| Panské Pole                        | Rokytnice v Orlických horách                             | Rokytnice v Orlických horách   | 5,01  |
| Pěčín u Rychnova nad Kněžnou       | Pěčín                                                    | Pěčín                          | 14,76 |
| Peklo nad Zdobnicí                 | Peklo                                                    | Vamberk                        | 3,46  |
| Petrovice nad Orlicí               | Petrovice, Petrovičky                                    | Týniště nad Orlicí             | 12,57 |
| Podbřezí                           | Chábory, Podbřezí                                        | Podbřezí                       | 4,99  |
| Podlesí v Orlických horách         | Bartošovice v Orlických horách                           | Bartošovice v Orlických horách | 2,11  |
| Pohoří u Dobrušky                  | Pohoří                                                   | Pohoří                         | 6,28  |
| Polom u Potštejna                  | Polom                                                    | Polom                          | 4,68  |
| Polom v Orlických horách           | Polom                                                    | Sedloňov                       | 2,67  |
| Potštejn                           | Brná, Potštejn                                           | Potštejn                       | 9,05  |
| Prorubky                           | Prorubky                                                 | Liberk                         | 3,97  |
| Proruby u Potštejna                | Proruby                                                  | Proruby                        | 2,53  |
| Prostřední Rokytnice               | Rokytnice v Orlických horách                             | Rokytnice v Orlických horách   | 4,04  |
| Provoz                             | Provoz                                                   | Val                            | 2,01  |
| Přepychy u Opočna                  | Přepychy                                                 | Přepychy                       | 9,37  |
| Pulice                             | Pulice                                                   | Dobruška                       | 6,23  |
| Radostovice u Lična                | Radostovice                                              | Lično                          | 1,07  |
| Rájec                              | Přestavlky, Rájec                                        | Borovnice                      | 4,54  |
| Rampuše                            | Rampuše                                                  | Liberk                         | 2,46  |
| Rašovice u Týniště nad Orlicí      | Rašovice                                                 | Týniště nad Orlicí             | 6,61  |
| Rohenice                           | Rohenice                                                 | Rohenice                       | 3,47  |
| Rokytnice v Orlických horách       | Rokytnice v Orlických horách                             | Rokytnice v Orlických horách   | 5,39  |
| Roveň u Rychnova nad Kněžnou       | Roveň                                                    | Rychnov nad Kněžnou            | 3,86  |
| Rovné u Dobrého                    | Rovné, Šediviny                                          | Dobré                          | 3,33  |
| Rybná nad Zdobnicí                 | Rybná nad Zdobnicí                                       | Rybná nad Zdobnicí             | 9,17  |
| Rychnov nad Kněžnou                | Rychnov nad Kněžnou                                      | Rychnov nad Kněžnou            | 11,36 |
| Říčky v Orlických horách           | Říčky v Orlických horách                                 | Říčky v Orlických horách       | 14,8  |
| Sedloňov                           | Sedloňov                                                 | Sedloňov                       | 16,34 |
| Semechnice                         | Podchlumí, Semechnice                                    | Semechnice                     | 7,76  |
| Skršice                            | Skršice, Tošov                                           | České Meziříčí                 | 4,29  |
| Skuhrov nad Bělou                  | Debřece, Hraštice, Nová Ves, Rybníčky, Skuhrov nad Bělou | Skuhrov nad Bělou              | 8,85  |
| Slatina nad Zdobnicí               | Slatina nad Zdobnicí                                     | Slatina nad Zdobnicí           | 16,31 |
| Slemeno u Rychnova nad Kněžnou     | Jedlina, Slemeno                                         | Synkov-Slemeno                 | 4,66  |
| Sněžné                             | Sněžné                                                   | Sněžné                         | 6,07  |
| Solnice                            | Solnice                                                  | Solnice                        | 7,72  |
| Souvlastní                         | Zdobnice                                                 | Zdobnice                       | 5,01  |
| Spáleniště                         | Spáleniště                                               | Dobruška                       | 4,93  |
| Sudín                              | Sudín                                                    | Bačetín                        | 2,12  |
| Svídnice u Kostelce nad Orlicí     | Suchá Rybná, Svídnice                                    | Svídnice                       | 4,62  |
| Svinná u Brocné                    | Svinná                                                   | Skuhrov nad Bělou              | 3,91  |
| Synkov                             | Synkov                                                   | Synkov-Slemeno                 | 2,59  |
| Šachov u Borohrádku                | Šachov                                                   | Borohrádek                     | 3,83  |
| Šediviny                           | Šediviny                                                 | Kounov                         | 2,88  |
| Štěpánovsko                        | Štěpánovsko                                              | Týniště nad Orlicí             | 11,07 |
| Tis                                | Tis                                                      | Janov                          | 1,81  |
| Trčkov                             | Orlické Záhoří                                           | Orlické Záhoří                 | 5,53  |
| Trnov                              | Trnov                                                    | Trnov                          | 6,3   |
| Třebešov                           | Třebešov                                                 | Třebešov                       | 3,1   |
| Tutleky                            | Dubí, Tutleky                                            | Tutleky                        | 5,55  |
| Týniště nad Orlicí                 | Týniště nad Orlicí                                       | Týniště nad Orlicí             | 16,65 |
| Uhřínovice u Voděrad               | Uhřínovice                                               | Voděrady                       | 3,06  |
| Val u Dobrušky                     | Val                                                      | Val                            | 4,03  |
| Vamberk                            | Vamberk                                                  | Vamberk                        | 6,58  |
| Velká Čermná nad Orlicí            | Velká Čermná                                             | Čermná nad Orlicí              | 7,69  |
| Velká Ledská                       | Ledská                                                   | Hřibiny-Ledská                 | 3,76  |
| Velká Zdobnice                     | Zdobnice                                                 | Zdobnice                       | 8,71  |
| Velký Uhřínov                      | Uhřínov                                                  | Liberk                         | 23,67 |
| Voděrady u Rychnova nad Kněžnou    | Voděrady                                                 | Voděrady                       | 4,09  |
| Vojenice                           | Vojenice                                                 | Voděrady                       | 3,39  |
| Vrbice u Kostelce nad Orlicí       | Chlínky, Vrbice                                          | Vrbice                         | 2,43  |
| Vrchní Orlice                      | Bartošovice v Orlických horách                           | Bartošovice v Orlických horách | 5,76  |
| Vyhnanice u Voděrad                | Vyhnanice                                                | Voděrady                       | 1,28  |
| Vyhnánov                           | Doudleby nad Orlicí, Vyhnánov                            | Doudleby nad Orlicí            | 3,72  |
| Zádolí u Trnova                    | Zádolí                                                   | Trnov                          | 1,85  |
| Záhornice                          | Záhornice                                                | Trnov                          | 2,49  |
| Zákraví                            | Zákraví                                                  | Ohnišov                        | 1,6   |
| Záměl                              | Záměl                                                    | Záměl                          | 5,51  |
| Zdelov                             | Zdelov                                                   | Zdelov                         | 3,35  |
| Žďár nad Orlicí                    | Chotiv, Světlá, Žďár nad Orlicí                          | Žďár nad Orlicí                | 9,36  |

Celková výměra 981,69 km2